# Than Shwe

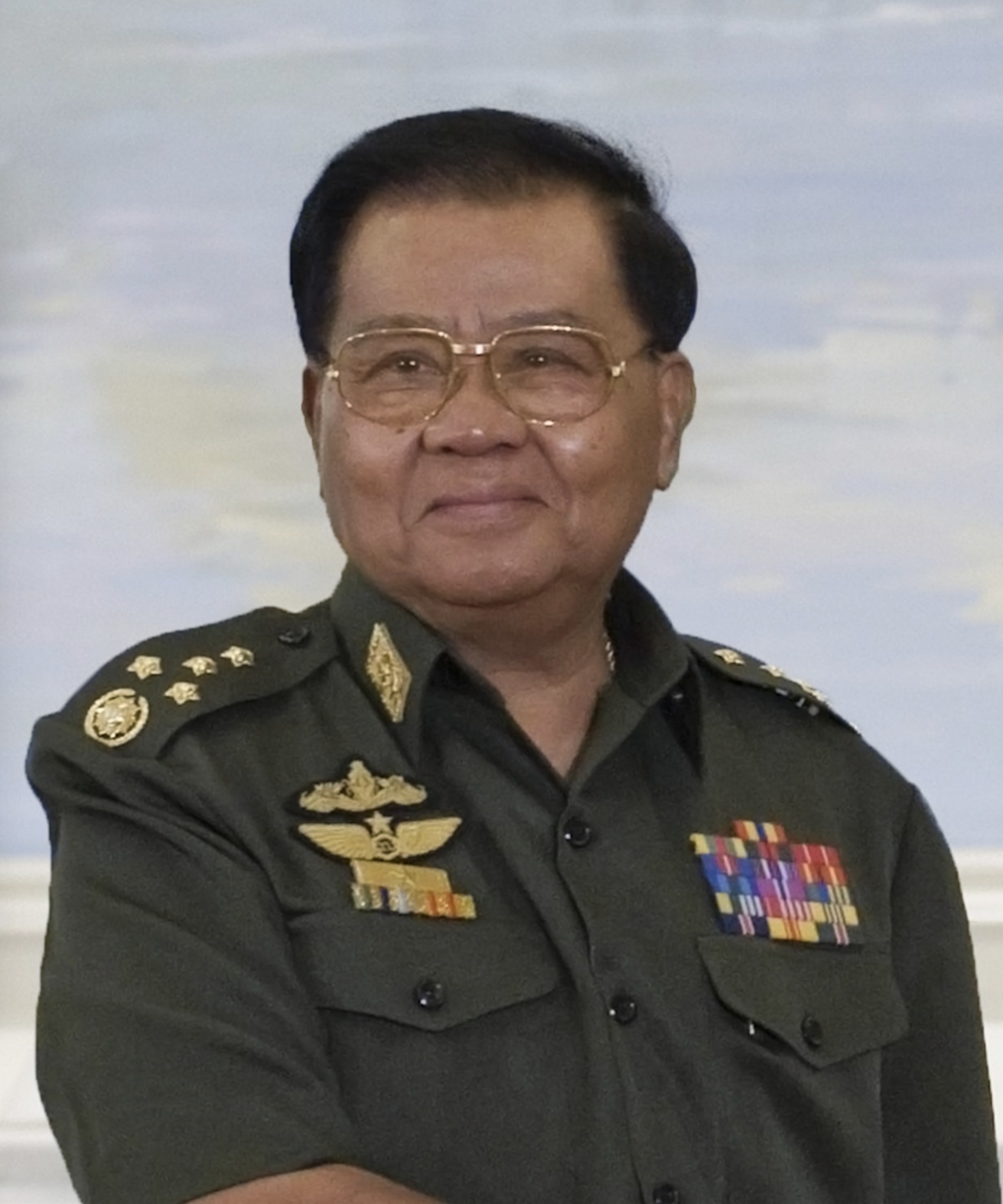
Than Shwe

Than Shwe (Kyaukse, Mandalay; 2 februari 1933) is een voormalig staatshoofd van Myanmar (Birma). Van 1992 tot 2011 was hij voorzitter van de State Peace and Development Council, de militaire junta die Myanmar regeert.

## Levensloop

### Van postbode tot legerofficier
Than Shwe was werkzaam als postbode voordat hij in 1953 in het leger ging werken, dat meer personeel nodig had door de communistische opstand van 1948, de opstand van de Karen in 1949 en de inval van de Kwomintang in het noordoosten in 1950. Net als tienduizenden andere rekruten kreeg hij een minimale opleiding aan de "Officer's Training School", die hij in 1954 afsloot.

### De weg naar de macht
Daarna bracht hij meerdere jaren in de afdeling psychologische oorlogvoering in de strijd tegen de Karen door. In 1960 werd hij tot kapitein gepromoveerd. Na de staatsgreep van generaal Ne Win en de val van de toenmalige premier, U Nu, in 1962, steeg Than Shwe langzaam verder in de hiërarchie: hij werd luitenant-kolonel in 1972 en kolonel in 1978. In 1983 werd hij, als een van de jongste commandanten, tot opperbevelhebber van het zuidwestelijke militaire district benoemd. In 1985 werd hij met de rang van brigadegeneraal plaatsvervangend minister van Defensie, en in 1986 werd hij generaal-majoor. Twee jaar later werd hij in het uitvoerend comité van Ne Wins Birmese Socialistische Programma Partij (BSPP) benoemd.

### Juntaleider
Toen generaal Saw Maung op 21 september 1988 na de bloedig neergeslagen opstanden de State Law and Order Restoration Council (SLORC) in het leven riep, werd Than Shwe een van de 21 leden. Hij werd de rechterhand van Saw Maung, en toen die op 23 april 1992 om gezondheidsredenen terugtrad, werd hij voorzitter van de junta. Hij werd tegelijkertijd hoofd van de regering, minister van Defensie en opperbevelhebber van de strijdkrachten.

### Start
In die tijd leek Than Shwe liberaler te zijn dan zijn voorganger. Hij liet politieke gevangenen vrij en versoepelde het regime van oppositieleider Aung San Suu Kyi, die sinds juli 1989 onder huisarrest stond. In 1993 verordonneerde hij als reactie op de verloren verkiezingen van 1990 de instelling van een nationale conventie voor de opstelling van een nieuwe grondwet. Than Shwe versoepelde de staatscontrole over de economie en zette zich in voor de opname van Myanmar in de ASEAN. Dat doel bereikte hij in 1997. In hetzelfde jaar liet hij meerdere ministers in het kader van de strijd tegen corruptie uit hun ambt zetten. Voor het eerst sinds jaren liet hij het Rode Kruis en Amnesty International weer toe in Myanmar.

### Vervolg
Aan de andere kant ging onder Than Shwe de vervolging van etnische minderheden, zoals de Karen en de Shan, onverminderd door. Hij begon een campagne voor de onderdrukking van de Rohingya, de moslims in het noordwesten van het land, die naar schatting 250.000 van hen op de vlucht joeg naar het nabijgelegen Bangladesh. Een nieuwe grondwet werd niet aangenomen, nadat de nationale conventie in 1995 werd afgebroken in 2004 en 2005 voor slechts ongeveer zes weken in sessie was geweest. Critici verguisden de strenge voorwaarden, die het leger minstens 25 procent van de macht moesten geven. In mei 2003 werd Aung San Suu Kyi na een aanslag op haar leven weer gevangengenomen en daarna opnieuw onder huisarrest gezet. Men vermoedt dat het bevel voor de aanslag van Than Shwe persoonlijk is gekomen. Een dialoog met de oppositie wijst Than Shwe rigoureus af. Een vrije pers bestaat zoals voorheen niet; in ongenade gevallen journalisten worden willekeurig in de gevangenis gegooid. Zijn economische politiek geldt als slecht doordacht; het land is er inmiddels vrijwel door geruïneerd. De zoals voorheen bloeiende corruptie wordt geduld, zolang de corrupte personen loyaal aan het staatshoofd blijven.

### Schuwe leider
Than Shwe geldt als slecht opgeleid en teruggetrokken, en naar verluidt brengt hij meer tijd op de golfbaan en achter de computer door dan met staatszaken. Naast enkele staatsbezoeken, die hem echter nooit naar een westers land gevoerd hebben, treedt hij vooral op nationale herdenkingsdagen met toespraken of in artikelen in de staatspers in de openbaarheid. Het ambt van eerste minister, dat overigens slechts met een geringe macht is verbonden, heeft hij op 25 augustus 2003 opgegeven en overgedragen aan de inmiddels ontslagen generaal Khin Nyunt. De in een junta belangrijke ambten van opperbevelhebber en minister van Defensie zijn echter nog steeds in zijn handen.

### Intriges
Naast Khin Nyunt moesten in het najaar van 2004 nog enkele leden van de regering en het SPDC hun biezen pakken, waaronder de minister van Buitenlandse Zaken Win Aung. Ze werden vervangen door militairen van wie bekend is dat ze loyaal aan Than Shwe zijn. Hiermee heeft Than Shwe zijn macht duidelijk geconsolideerd, nadat hij jarenlang had gefungeerd als teruggetrokken bemiddelaar tussen de plaatsvervangende voorzitter van de junta, generaal Maung Aye, die bekendstaat als een hardliner, en de als gematigd geldende Khin Nyunt. Nu bestaan er twee facties binnen de junta: een rond voorzitter Than Shwe, een rond plaatsvervangend voorzitter Maung Aye. Er werd lange tijd gespeculeerd over een machtsstrijd tussen deze twee partijen. Deze geruchten werden versterkt, toen de persoonlijke adjudant van Maung Aye, Bo Win Tun, onder mysterieuze omstandigheden om het leven kwam.

### Koninklijke neigingen
Than Shwe worden de laatste jaren toenemend monarchistische neigingen toegeschreven. Binnen het leger en in het land zelf noemt men hem "de koning". Een van zijn kleinkinderen, die een internationale school in Rangoon bezoekt, zei in september 2004 naar verluidt dat in zijn aderen "koninklijk bloed" vloeide. Zijn familie is betrokken bij vele ondernemingen. Bij het boeddhistische nieuwjaarsfeest Thingyan verwacht de familie van Than Shwe grote geschenken van de ondernemingen van Myanmar, aangezien het daar de gewoonte is om eerwaardige personen zulke geschenken te geven. In 2004 zou de som 6 miljard kyat hebben bedragen, volgens de officiële koers meer dan 700 miljoen euro (de daadwerkelijke koopkracht ligt echter veel lager). In 2005 verwacht de familie hetzelfde bedrag. Daarentegen zijn er berichten van tijdgenoten uit de jaren 80 dat de familie buitengewoon bescheiden was.

### Wankele gezondheid
Plannen om terug te treden schijnt Than Shwe, hoewel zijn gezondheid zwak is, niet te hebben. In 1996 kreeg hij een beroerte; daarnaast wordt er vermoed dat hij de ziekte van Alzheimer heeft. De verplichte leeftijd van 60 jaar voor de beëindiging van de officiersdienst heeft hij al lang overschreden, en naar het schijnt wil hij zich tot aan zijn levenseinde aan zijn positie vastklampen in de verwachting het lot van generaal Ne Win te ontlopen, die zijn laatste jaren onder huisarrest moest doorbrengen en daarna bijna in het geheim werd begraven, en in plaats daarvan als "welwillende koning" in de geschiedenisboekjes te komen.

### Einde van de militaire junta en aftreden van Than Shwe
Op 31 januari 2011 trad een nieuwe grondwet in werking, die formeel een einde maakte aan het militaire bestuur. Op deze datum vond de eerste bijeenkomst plaats van het nieuw opgerichte parlement, een tweekamerparlement waarvan het lagerhuis uit 440 zetels bestaat en het hogerhuis uit 224 zetels. Op 30 maart 2011 werd Thein Sein verkozen tot President van Myanmar, het eerste civiele staatshoofd van Myanmar in bijna 50 jaar.

### Vrouwen en kinderen
Than Shwe is getrouwd met Daw Kyaing Kyaing, maar dat is vermoedelijk niet zijn eerste huwelijk. Ze zou een invloed op Than Shwe's politiek hebben die duidelijk over haar positie als "first lady" heen gaat. In het bijzonder wordt haar invloed op de bezetting van de kabinetsposten toegeschreven. Over zijn kinderen en kleinkinderen zijn er verschillende verhalen in omloop. Terwijl de documenten van de Europese Unie, waarin de reisbeperkingen voor de junta zijn vastgelegd, alleen drie dochters en een kleindochter noemen, is in andere bronnen sprake van tot vijf dochters, een zoon en drie kleinkinderen.